# Stepan Grigorjewitsch Pissachow

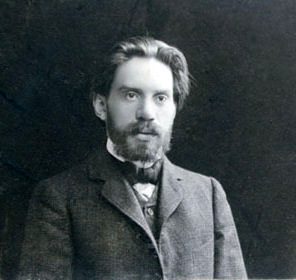
Stepan Grigorjewitsch Pissachow um 1920

Stepan Grigorjewitsch Pissachow (russisch Степан Григорьевич Писахов, wiss. Transliteration Stepan Grigor’evič Pisachov; * 13. Oktoberjul. / 25. Oktober 1879greg. in Archangelsk; † 3. Mai 1960 ebenda) war ein russischer Maler, Schriftsteller, Ethnograph und Reisender. Pissachows künstlerische Werke befassen sich vor allem mit den Landschaften Nordrusslands. Er gilt heute als einer der bedeutendsten russischen Märchenschreiber.

## Jugendjahre
Stepan Grigorjewitsch Pissachow wurde am 25. Oktober 1879 in Archangelsk geboren. Sein Vater Grigori Michailowitsch Pissachow war jüdischer Abstammung und ließ sich mittellos, aus dem Gouvernement Moglijow kommend, in Archangelsk nieder. Dort betrieb er ein kleines Juweliergeschäft und arbeitete in selbigem als Kunstschmied. Er ließ sich taufen und heiratete Irina Iwanowna Miljukowa. Pissachow wurde als drittes von fünf Kindern geboren. Er hatte neben einem älteren Bruder (Pawel) und einer ein Jahr älteren Schwester (Taisja) noch zwei jüngere Schwestern (Serafima und Jewpraksinja).
Pissachow war es nicht möglich das Gymnasium zu besuchen. Stattdessen ging er auf eine städtische Schule und machte dort erst 1899 im Alter von 20 Jahren seinen Abschluss. Er verließ daraufhin sein Elternhaus und reiste in der Folgezeit mehrere Jahre durch Russland. In der ersten Zeit ließ er sich auf den Solowezki-Inseln nieder und arbeitete in einem Forstwirtschaftsbetrieb. Später versuchte er vergeblich auf eine Kunstschule in Kasan aufgenommen zu werden. Ab dem Jahr 1903 besuchte er, entgegen dem Willen seines Vaters, eineinhalb Jahre die Kunstfachschule Baron A. L. Stieglitz (Санкт-Петербургская государственная художественно-промышленная академия им. А. Л. Штиглица). Pissachow erhielt während dieser Zeit von seinen Eltern nur geringe finanzielle Unterstützung und musste die Schule schon im Jahr 1905 wegen seiner Teilnahme an den studentischen Unruhen verlassen.

## Reisen und erste Werke

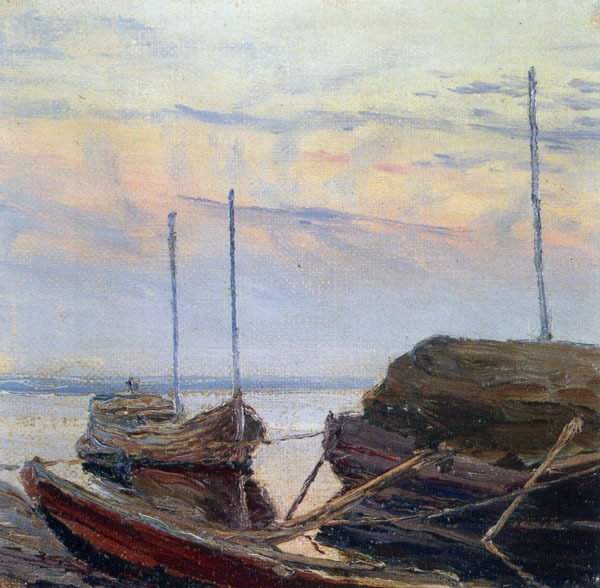
Bild „An der Dwina. Die Nacht“ von Pissachow

Nach dem Verlassen der Kunstschule besuchte Pissachow Nowgorod und verbrachte anschließend einige Zeit im Norden Russlands (unter anderem in Malyje Karmakuly (Малые Кармакулы) an der Westküste der Nowaja Semlja). Pissachow malte in dieser Zeit viel und die Eindrücke vom Norden Russlands, in den er später viele Male zurückkehrte, sollten für sein späteres Schaffen eine große Bedeutung haben. Pissachow entschloss sich Russland zu verlassen und reiste im Herbst 1905 mittellos nach Palästina. Er besuchte außerdem weitere Länder in der Mittelmeerregion wie die Türkei, Ägypten, Syrien und Griechenland. Pissachow reiste im Folgenden durch Europa und ließ sich schließlich kurzzeitig in Paris nieder, um dort seine Ausbildung fortzusetzen. Im Jahr 1907 wurden einige seiner Werke erstmals in Rom ausgestellt.
Nach dreijähriger Reise kehrte Pissachow nach Russland zurück und besuchte in Sankt Petersburg die Privatkunstschulen von L. J. Dmitrijew und Jakow S. Golblata. Während dieser Zeit und in den darauffolgenden Jahren nahm Pissachow an einigen arktischen Exkursionen und Reisen teil. Vor allem die Regionen Nordrusslands faszinierten Pissachow sehr. So reiste er unter anderem nach Nowaja Semlja, die Gebiete rund um die Pinega, die Karasee, Petschora, den Mesen. Vor allem die Ki–Insel nahe Onega bereiste er mehrfach; auf ihnen entstanden viele seiner Bilder. Seine Beobachtungen und Erfahrungen, welche er auf diesen Reisen gemacht hatte, veröffentlichte er später im Jahr 1916 erstmals.
Im Jahr 1910 stellte Pissachow seine Werke zum ersten Mal auf einer Ausstellung in seiner Heimatstadt Archangelsk aus. Auf der Ausstellung mit dem Titel Russischer Norden (Русский Север) wurden 234 Bilder Pissachows gezeigt, welche die vier Regionen Sewerodwinsk, Murmansk, Nowaja Semlja und das Weiße Meer zur Thematik hatten. Im selben Jahr nahm Pissachow an einer der bedeutendsten Kunstausstellungen der damaligen Zeit, zu Ehren des 200-jährigen Jubiläums des Zarskoje Selo (heute die Stadt Puschkin) teil. Auf dieser Ausstellung wurden in drei Pavillons 60 Werke Pissachows ausgestellt.
Ende des Jahres 1911 nahm Pissachow an einer Ausstellung in Sankt Petersburg teil, in der er die Große Silbermedaille als Auszeichnung erhielt. In Briefen erwähnte Pissachow später mehrfach, dass es zu dieser Zeit den Maler Ilja Repin kennenlernte, welchem Pissachows Werk Sosna, pobediwschaja buri (Сосна, победившая бури) besonders gefiel.

## Erster Weltkrieg und Russische Revolution
Während des Ersten Weltkrieges wurde Pissachow im Jahr 1915 zur Armee einberufen. Er diente unter anderem in Finnland und Kronstadt. Während der Februarrevolution arbeitete er im Kronstädter Rat und hielt auf den Maidemonstrationen unter anderem Vorträge für Soldaten und Matrosen. Nach der Demobilisierung und seiner Rückkehr nach Archangelsk im Jahr 1918 wandte sich Pissachow neben seiner künstlerischen Tätigkeit auch der Literatur zu.
Bereits Pissachows Großonkel mütterlicherseits, Leonti, war ein professioneller Märchenerzähler und übte schon in Pissachows Jugend einen großen Einfluss auf sein späteres Schaffen aus. So beschäftigte sich auch Pissachow vorwiegend mit traditionellen Märchen und Erzählungen aus dem Norden Russlands. Bereits im Alter von 14 Jahren hatte er seine erste Geschichte Notsch w biblioteke (Ночь в библиотеке) verfasst und schon vor der Revolution hatte ihm der Schriftsteller und Redakteur der Zeitungen Beseda (Беседа) und Nowoje slowo (Новое слово), Ijeronim Jassinsk, geraten seine Geschichten niederzuschreiben. Pissachow hatte sich aber vorerst darauf beschränkt, seine erschaffenen Geschichten vor Publikum vorzutragen.
Im selben Jahr seiner Rückkehr nach Archangelsk veröffentlichte er nun in der Zeitung Sewernoje utro (Северное утро), des Verlegers M. L. Leonow erstmals seine Geschichten Samojedskaja skaska (Самоедская сказка) und Son w Nowgorode (Сон в Новгороде).

## Anfänge als Schriftsteller
Das Gouvernement-Exekutivkomitee (губернский исполнительный комитет), beauftragte Pissachow 1920 mit der Betreuung der Archangelsker Museen. Im selben Jahr fertigte er unter anderem auf Weisung des Moskauer Revolutionsmuseums Zeichnungen der Kampfschauplätze der nördlichen Intervention sowie für das Russische Museum Zeichnungen über die Denkmäler der Regionen Mesen und Pinega an. Im Herbst des Jahres nahm er an einer Exkursion in die Bolschesemelskaja-Tundra (Большеземельская тундра) teil. Zwischen 1920 und 1921 bereitete Pissachow insgesamt fünf Ausstellung vor. 1923 leitete Pissachow die Materialsammlung für die ethnographische Ausstellung des Nordens auf der Ersten allsowjetischen Gewerbeausstellung der Landwirtschaft und des Handwerks.
Pissachows Märchen wurden im Jahr 1924 in der Sammlung Na Sewernoi Dwine (На Северной Двине) herausgebracht. 1927 wurden viele nordrussische Märchen im Almanach Sowjetskaja Strana mit Kommentaren Pissachows veröffentlicht. Im selben Jahr nahm Pissachows Werk Denkmal der Opfer der Intervention auf der Insel Iokanga (Памятник жертвам интервенции на о. Иоканьга) einen zentralen Platz auf der allsowjetischen Ausstellung Zehn Jahre Oktober (10 лет Октября), anlässlich des zehnten Jahrestages der Oktoberrevolution ein. Als Lohn für diese Ausstellung durfte Pissachow ein Jahr später seine Werke auf einer eigenen Kunstausstellung in Moskau ausstellen. Zwei seiner Bilder wurde auf dieser Ausstellung vom Allrussischen Zentralen Exekutivkomitee erworben und in einem Arbeitszimmer Kalinins aufgehängt.
Im Jahr 1935 begann Pissachow seine Märchen unter dem Titel Münchhausen aus dem Dorf Uima (Мюнхаузен из деревни Уйма) in der populären Zeitung 30 Tage (30 дней), des russischen Schriftstellerverbandes, zu veröffentlichen. Innerhalb von drei Jahren erschienen so mehr als 30 Märchens Pissachows in der Zeitung. Das eigentliche Haupteinkommen Pissachows war schon seit Ende der 1920er Jahre das Unterrichten an Schulen. Insgesamt gab Pissachow, an drei Schulen Zeichenunterricht. In den Jahren 1938 und 1940 wurden Pissachows Märchen in zwei Bänden in Archangelsk veröffentlicht. Die Bücher enthielten 86 Märchen Pissachows und wurden später viele Male in anderer Form neu aufgelegt. Obwohl Pissachow Maler war, fertigte er die Illustrationen zu seinen Büchern nicht selbst an, sondern ließ die Bücher von anderen begabten Künstlern, wie zum Beispiel seinem ehemaligen Schüler Jura M. Danilow illustrieren. Im Jahr 1939 trat Pissachow dem Schriftstellerverband der UdSSR bei. Pissachow hoffte bereits zu dieser Zeit auf eine Publizierung seiner Werke in einem Moskauer Verlag. Anfang der 1940er Jahre arbeitete der Staatliche Verlag der RSFSR (Государственное издательство РСФСР) daran Pissachows Geschichten zu veröffentlichen. Mit Ausbruch des Großen Vaterländischen Krieges verlagerten sich die Prioritäten des Verlages jedoch, so dass Pissachows Werke nicht erschienen.

### Späte Jahre
Auch noch kurz nach dem Krieg unterrichtete Pissachow, der keine Rente bekam, weiter an Schulen. Erst im Jahr 1957 wurden seine Märchen erstmals vom Verlag Sowjetischer Schriftsteller (Советский писатель) in Moskau verlegt. Dies brachte Pissachow kurz vor seinem Tod auch überregionale Bekanntheit. Pissachow starb am 3. Mai 1960 im Alter von 80 Jahren in Archangelsk. Er wurde auf dem Friedhof der Heiligen–Iliinski Kathedrale (Свято-Илиинский кафедральный собор) begraben. Die meisten Werke Pissachows wurden erst nach seinem Tod veröffentlicht; darunter viele Reiseberichte, Tagebücher und Notizen.

## Wirken und Nachwirkungen

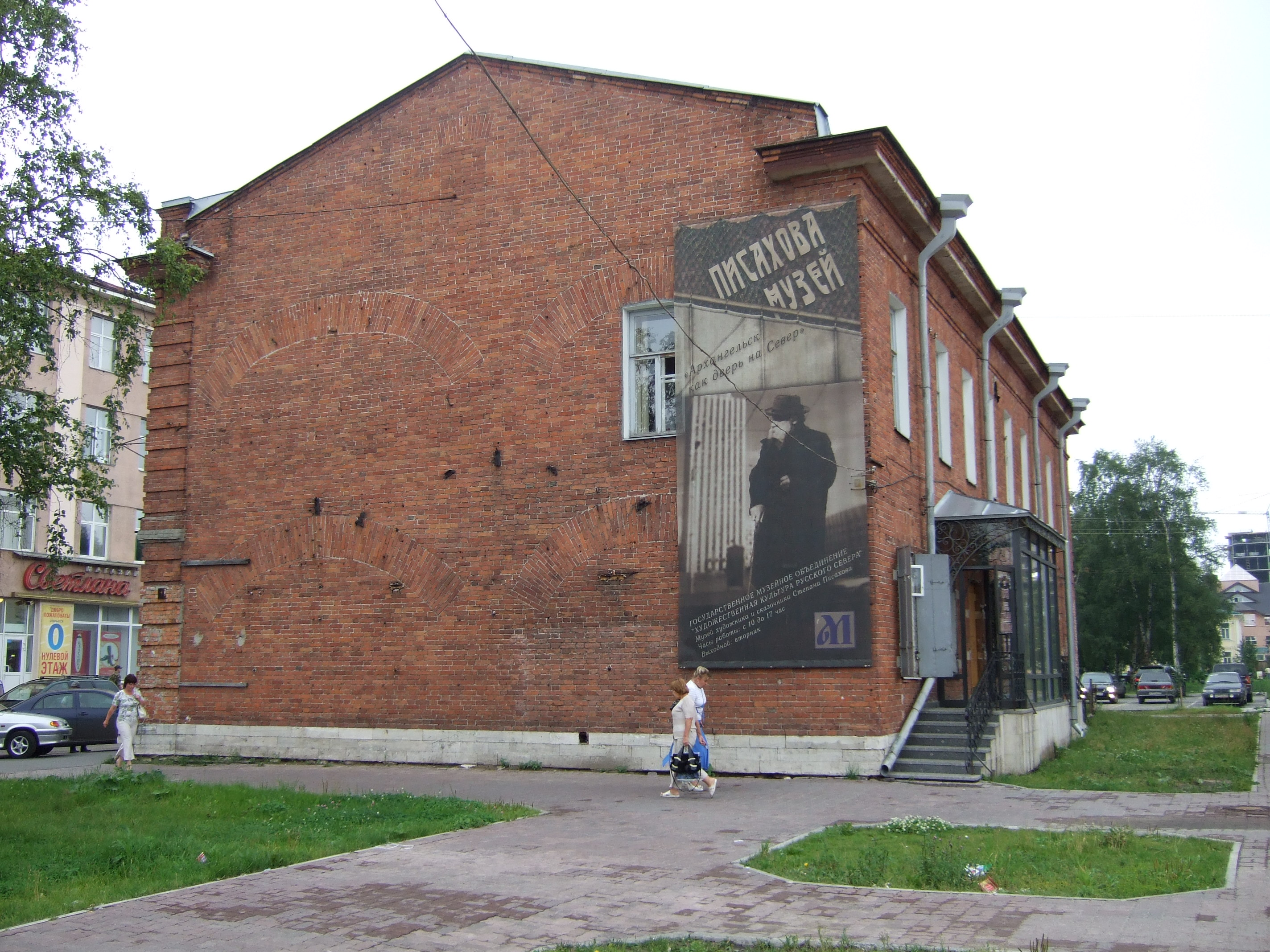
Pissachow-Museum

Bereits zu Lebzeiten erlangte Pissachow nicht nur wegen seiner Verdienste als Schriftsteller, Maler und Märchenerzähler Bekanntheit. Auch sein sonderbares aber stets freundliches Auftreten in der Öffentlichkeit – Pissachow war von Natur aus sehr klein gewachsen, trug einen langen weißen Bart sowie einen alten Hut und abgetragene Kleidung, redete sehr häufig bei seinen Spaziergängen mit Leuten und erzählte ihnen Geschichten – brachten ihm große Popularität und machten ihn zu einer lebendigen Sehenswürdigkeit in Archangelsk.

### Pissachow-Museum
Bereits ein paar Jahre nach seinem Tod wurde Pissachows Wohnhaus in der Pomorskaja 27 Ende der 1960er Jahre abgerissen und an seine Stelle ein neunstöckiges Gebäude gebaut. Im Jahr 2007 wurde, unweit des ehemaligen Wohnhauses, das Pissachow Museum in Archangelsk eröffnet. Es besteht aus acht Ausstellungsräumen, welche auf zwei Stockwerken verteilt sind. Jeder dieser Säle widmet sich verschiedenen Abschnitten aus Pissachows Leben. Das Museum beinhaltet viele persönliche Gegenstände, Dokumente und mehr als 150 Bilder aus dem Besitz Pissachows.

### Pissachow-Denkmal

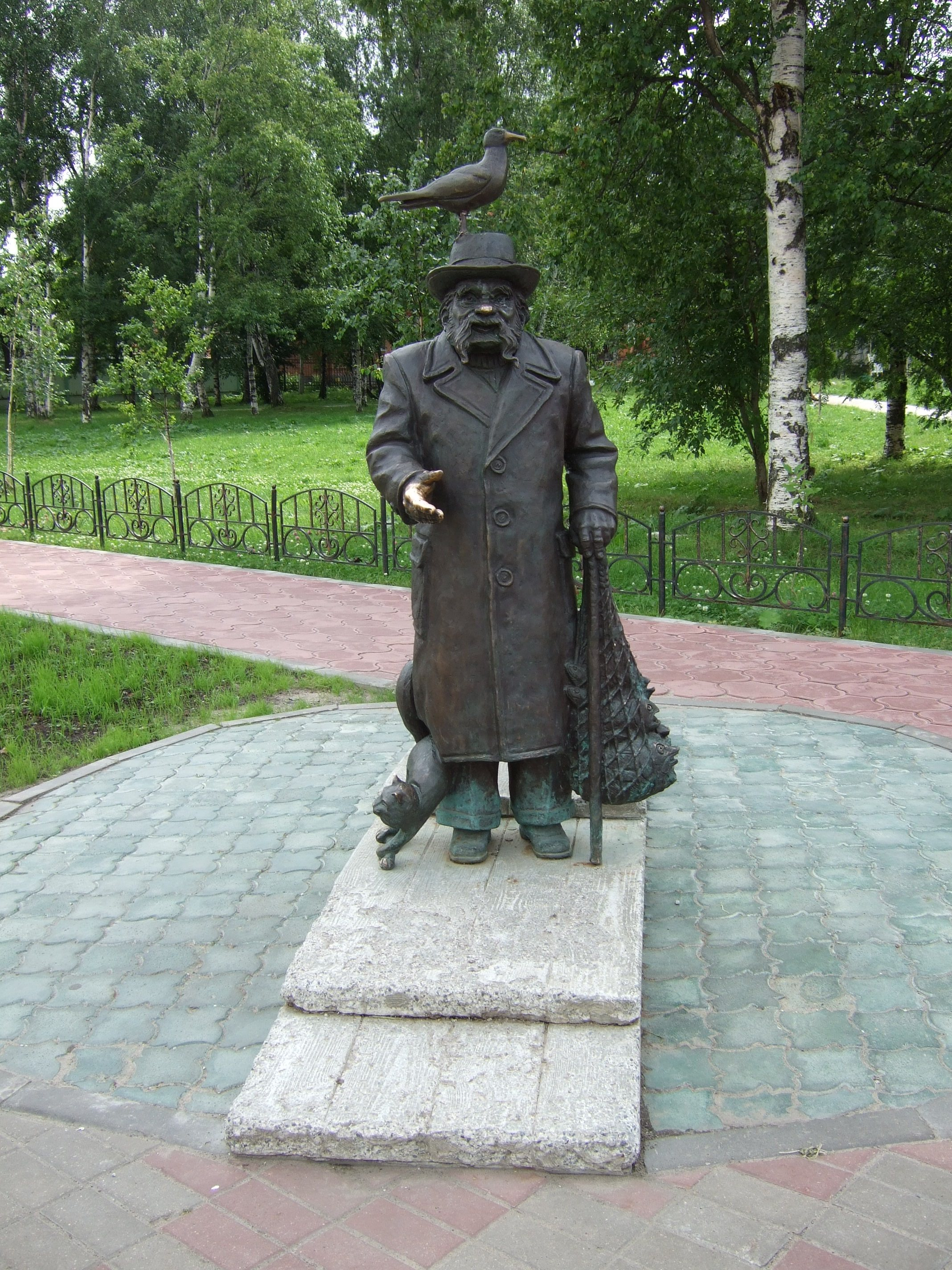
Pissachow–Denkmal in Archangelsk

2008 wurde im Stadtzentrum von Archangelsk, an der Kreuzung der beiden Hauptfußgängerzonen Pomorskaja und Tschumbarowa-Lutschinski, eine Bronzestatue zu Ehren Pissachows errichtet. Die Statue mit dem Titel „Guten Tag, gute Leute!“ (Здравствуйте, люди добрые!) wurde von Sergei Sjuchin geschaffen und stellt Pissachow in Originalgröße (145 cm) dar. Die Statue zeigt Pissachow mit ausgestreckter Hand, Spazierstock, einem Netz mit Fischen und einer Möwe auf dem Kopf, welche Archangelsk als Hafenstadt symbolisieren soll.

## Werke (Auswahl)
- На Северной Двине: Сборник / Арханг. о-во краеведения: Не любо – не слушай, Archangelsk 1924, S. 74–80.
- Сказки, Archangelsk, 1938.
- Сказки, Archangelsk, 1940.
- Сказки, Archangelsk, 1949.
- Сказки, Moskau, 1957.
- Сказки /Предисл. Ш. Галимова- Archangelsk, 1977.
- „Сказы и сказки“: Издательство „Современник“, Moskau 1985.
- Сказки. Очерки. Письма [Сост., авт. вступ. ст. и коммент. И.Б. Пономарева], Archangelsk, 1985.
- „Месяц с небесного чердака“, Leningrad 1991, ISBN 5-08-000299-9.
- „Ледяна колокольня“, Moskau 1992, ISBN 5-268-01429-3.
- Не любо – не слушай: сказки, Kaliningrad, 2004. ISBN 5-7406-0786-8.